# Mehmet Aurélio
Marco Aurélio Brito dos Prazeres, també conegut com a Mehmet Aurélio (Rio de Janeiro, 15 de desembre de 1977) és un futbolista brasiler, nacionalitzat turc. Ocupa la posició de migcampista.

## Trajectòria
Després de militar al Flamengo (on disputa més de cent partits) i a l'Olaria brasilers, el 2001 marxa a Turquia, per incorporar-s'hi a les files del Trabzonspor. Dos anys més tard, recala en un altre club turc, el Fenerbahçe SK. En ambdós formacions seria titular i guanyaria diversos trofeus domèstics.
L'estiu del 2008 recala al Reial Betis, que perd la categoria al final de la temporada 08/09. A continuació juga al Beşiktaş JK.
Mehmet Aurélio ha disputat amb la Selecció Nacional de Futbol de Turquia a 26 partits i ha marcat dos gols. Hi ha participat en l'Eurocopa del 2008.

## Títols
- Copa de Turquia: 2003
- Lliga turca: 2003-04, 2004-2005, 2006-07
- Supercopa turca: 2007